# Helene Pellicano
Helene Pellicano (ur. 17 kwietnia 2002 na Malcie) – maltańska tenisistka, reprezentantka kraju w Pucharze Billie Jean King.

## Kariera tenisowa
Uczęszczała do Lozano Altur Tennis Academy w Walencji. Jako juniorka osiągnęła ćwierćfinał wielkoszlemowego Australian Open 2019 w grze podwójnej dziewcząt.
31 lipca 2017 osiągnęła 914. pozycję w rankingu singlowym WTA Tour, stając się najwyżej notowaną reprezentantką Malty w historii zestawienia gry pojedynczej. 18 marca 2019 zajmowała najwyższe miejsce w rankingu singlowym – 710. pozycję.
W 2017 roku po raz pierwszy reprezentowała kraj w zmaganiach o Puchar Federacji.